# Jindřich III. Míšeňský
Jindřich III. Míšeňský zvaný Jasný (německy Heinrich der Erlauchte, 1215/1216? – 15. února 1288, Drážďany) byl míšeňský a lužický markrabě, durynský lantkrabě a saský falckrabě.

## Život
Jindřich byl mladším synem Dětřicha Míšeňského a Guty, dcery Heřmana Durynského. Za souhlasu císaře Fridricha II. z titulu dědictví po matce ovládl Jindřich Jasný větší část osiřelého Durynska a jako lantkrabě byl předem určen jeho syn Albrecht, snoubenec císařovy dcery Markéty. Roku 1251 se Jindřich zřejmě dohodl se svým tchánem českým králem Václavem I. a nevystoupil s nároky svých synů z prvního manželství na uprázdněný vévodský trůn v Rakousku.   O tři roky později, za vlády Přemysla Otakara uzavřel spojenectví s říšskými fojty z Gery, Plavna a Weidy, kteří se cítili ohroženi ztrátou držení lén, která měli od českého krále. Markrabě jim slíbil pro případ útoku z české strany okamžitou pomoc a ubezpečil je, že svá dosud česká léna by poté obdrželi jako léna míšeňská. Jako švagr bezdětného českého krále se v případě Přemyslovy smrti chystal ujmout jeho země.
Na Jindřichově dvoře v období braniborské správy českého království krátce pobýval malý Václav II., když jej Ota Braniborský znovu odvedl z Čech.  Později se míšeňský markrabě společně s vratislavským knížetem Jindřichem Probusem stal prostředníkem při mírovém ujednání mezi Václavovým otčímem Závišem z Falkenštejna a nevlastním bratrem Mikulášem.
Zemřel roku 1288 a byl pohřben v cisterciáckém klášteře Altzella po boku svých předků.

## Rodina
Jindřichovou první manželkou byla Konstancie, dcera rakouského vévody Leopolda VI. Babenberského, se kterou měl syny Albrechta, durynského lantkraběte, a Dětřicha, lantkraběte landsberského. Po smrti Konstancie se Jindřich po získání dispenzu znovu oženil s Anežkou, dcerou českého krále Václava I. Manželství zůstalo bezdětné, Anežka zemřela roku 1268. Třetí manželkou se stala Alžběta z Maltic. Od římského krále Rudolfa získal markrabě souhlas, aby se syn Fridrich mohl stát říšským knížetem a chtěl mu přenechat za mohutného nesouhlasu starších synů Drážďany.